# Kaposvár
Kaposvár (in tedesco Ruppertsburg o Kopisch, in croato Kapošvar, in sloveno Rupertgrad) è una città che si trova nel sud-ovest dell'Ungheria. È il capoluogo della contea di Somogy. Dista circa 60 km da Pécs e 180 km dalla capitale Budapest.

## Geografia fisica
Kaposvár si trova nel Transdanubio Meridionale, tra il lago Balaton ed i monti Mecsek.
A sud della città si trovano 7 colline i cui nomi sono: Kecel, Iszák, Körtönye, Kapos, Róma, Ivánfa e Som. La collina di nome Roma sta appunto ad indicare la coincidenza delle sette colline di Kaposvár con i sette colli di Roma. Al nord della città è stato realizzato un lago artificiale per la pesca sbarrando il ruscello Deseda. Intorno alla città vi sono foreste protette (Gombás, Deseda, ecc.) oasi naturali per la protezione della natura.
La città è attraversata dal fiume Kapos che nasce poco a sud di Kaposvár e va a confluire nel Sió (emissario del Balaton e affluente del Danubio). Il Kapos con le sue piene ha costituito per anni un grave problema per le popolazioni locali. Una prima regolazione del letto del fiume, avvenuta nel 1835 non era stata conclusiva, il problema fu definitivamente risolto nel 1953.
Il clima è continentale con una temperatura media annua di 10,7 °C. La media annua di precipitazioni è di circa 700 - 720 millimetri.

## Economia

### Turismo
Le principali attrattive turistiche della città e dintorni sono:
- Municipio di Kaposvár
- Museo Commemorativo Rippl-Rónai nella casa del grande pittore ungherese post-impressionista
- resti dell'Abbazia Benedettina di Szentjakab (Romanica e Gotica) fondata nel 1061.
- riserva naturale di Zselic
- Cattedrale dell'Assunzione di Maria Vergine, chiesa neoromanica del 1886.

Un'altra attrazione è costituita dal Carnevale di Kaposvàr. Questo evento trae origine da un racconto dello scrittore ungherese Csokonai Vitéz Mihály che narra la storia di una vecchia zitella (Dorothea) che durante i festeggiamenti del carnevale diventava una giovane bellissima. Nella manifestazione vengono presentate le tradizioni popolari ed i giochi folcloristici con la presenza di giocolieri, sbandieratori, mimi, e la preparazione di piatti tipici.
L'economia della zona è basata sulla produzione di cereali, allevamenti di bestiame ed alcune industrie del settore alimentare, meccanico, tessile e dei materiali da costruzione.

## Amministrazione

### Gemellaggi
- Bath
- Miercurea Ciuc, dal 1990[1]
- Darhan
- Glinde
- Koprivnica
- Rauma
- Saint-Sébastien-sur-Loire
- Schio
- Tver'
- Villaco

## Sport

### Calcio
La squadra principale della città è il Kaposvári Rákóczi.